# فرانک پل
فرانک پل (انگلیسی: Frank Paulus؛ زادهٔ ۷ سپتامبر ۱۹۷۸) بازیکن فوتبال اهل آلمان است.
از باشگاه‌هایی که در آن بازی کرده‌است می‌توان به باشگاه فوتبال زاکسن لایپزیگ، باشگاه فوتبال هولشتاین کیل، باشگاه فوتبال دینامو درسدن، باشگاه فوتبال آلمانیا آخن، و باشگاه فوتبال کلن اشاره کرد.